# 489 TCN
489 TCN là một năm trong lịch La Mã.

## Mất
- Việt Cơ (?—k. 489 TCN)